# Rejon pawłohradzki (1923–2020)
Rejon pawłohradzki (ukr. Павлоградський район, Pawłohradśkyj rajon) – jednostka administracyjna wchodząca w skład obwodu dniepropetrowskiego Ukrainy.
Rejon utworzony w 1923, ma powierzchnię 1450 km² i liczy około 33 tysięcy mieszkańców. Siedzibą władz rejonu jest Pawłohrad.
Na terenie rejonu znajduje się 13 silskich rad, obejmujących w sumie 37 wsi i 2 osady.